# La Tresse
Pour le film, voir La Tresse (film).
La Tresse est un roman français écrit par Laetitia Colombani, publié par Juliette Joste aux éditions Grasset en 2017 puis réédité en 2018 aux éditions Le Livre de Poche et traduit en 40 langues. Il s'agit du premier roman de l’autrice. Le récit suit trois femmes dans leur quête d’émancipation et leur lutte contre les discriminations.

## Résumé
Trois histoires de femmes aux destinées très différentes.
Dans un village de l'Uttar Pradesh, Smita est la mère d'une petite fille, Lalita. C'est une Dalit, une Intouchable en Inde. Pour gagner de quoi survivre, elle « ramasse la merde des autres à mains nues », nettoyant les toilettes des Jats. Refusant que sa fille perpétue cette tradition qui se transmet de mère en fille, elle dépense toute son énergie pour envoyer Lalita à l'école, quitte à s'opposer à la volonté de son mari qui craint pour leur vie et tente de raisonner sa femme quant aux risques qu'ils encourent pour arriver à percevoir la liberté et un avenir meilleur. Cependant, lorsque sa fille subit de la violence de la part du maître d'école, Smita choisit de quitter son village et son époux pour rejoindre les cousins de sa mère, à Chennai. Là-bas les enfants Dalits peuvent aller à l'école. Au cours de leur périple, Smita et Lalita font plusieurs rencontres dont une qui décide Smita à se rendre au temple de Tirupati, là où elles feront offrande de leurs cheveux.
À Palerme, en Sicile, Giulia travaille dans l'entreprise de son père, Pietro, qui prépare les cheveux récupérés localement pour fournir les perruquiers. Un jour, Pietro a un accident et sombre dans le coma. Giulia est la seule de la famille à pouvoir s'occuper de l'entreprise. Elle découvre plus tard que l'entreprise croule sous les dettes. Elle va chercher du réconfort auprès de Kamal, un jeune immigré sikh qu'elle a rencontré à la bibliothèque. Kamal envisage alors une solution idéale : importer des cheveux de femmes indiennes qui seraient traités par l'atelier familial. Son père va mourir à l'hôpital  et Giulia comprend qu'elle doit se battre pour sauver l'entreprise.
Avocate réputée de Montréal et travailleuse acharnée, Sarah rêve de diriger un jour le cabinet qui l'emploie. Malheureusement, elle apprend un jour qu'elle est atteinte d’un cancer du sein. Elle tente d'abord de cacher sa maladie à ses collègues et d'en minimiser la gravité auprès de ses enfants mais son secret est découvert par Inès, l'une de ses collaboratrices qui choisit de la trahir.Tandis que ses collègues l'abandonnent, Sarah sombre dans la dépression.

## Personnages
Personnages principaux dans l’histoire de Smita : 
- Smita : femme Dalit ou Intouchable, dont le métier est de nettoyer les latrines des Jats, un avenir qu’elle veut à tout prix éviter pour sa fille Lalita. Après l’échec de l’inscription de Lalita à l’école, elle prend le risque de partir à des kilomètres de tout ce qu’elle connaît, seule avec sa fille, pour un avenir meilleur. Elle incarne le courage et la détermination à lutter contre les injustices qu’elle subit face à la résignation obstinée de son époux.
- Lalita : fille de Smita, en âge d’aller à l’école, elle est humiliée par le maître à son premier jour là-bas. Elle incarne pour sa mère l’espoir d’une vie meilleure qu’elle aurait voulu connaître elle-même.
- Nagarajan : époux de Smita, père de Lalita et Dalit aussi. Il gagne sa vie en chassant des rats dans les champs comme son père avant lui. Son salaire sont les rats qu’il attrape et qu’ils cuisinent par la suite. Ce n’est pas un époux violent contrairement à beaucoup d’autres et il cède face à la volonté de sa femme d’envoyer leur fille à l’école mais il est résigné sur sa condition sociale. Pour lui, les Dalits doivent “courber l’échine” en attente de leur prochaine réincarnation. Il a peur de transgresser les règles des castes, contrairement à sa femme.
- Lackshmama : jeune mère mais veuve, ce statut lui a valu d’être rejetée par sa belle-famille. En Inde, les veuves sont mal perçues, on les accuse parfois d’avoir provoqué elles-mêmes la mort de leur époux par sorcellerie et ne peuvent pas se remarier. Alors qu’elle tente de rejoindre sa famille avec ses deux jeunes fils, elle croise Smita et Lalita. Smita s’aperçoit alors que d’autres femmes vivent dans des conditions encore pires que la sienne.
- Le maître d’école : appartenant à la caste des Brahmanes, il incarne l’aspect très conservateur de la société castique indienne. Intolérant au changement mais avare, il accepte tout l’argent de Smita et Nagarajan en échange d’accepter Lalita en classe, mais une fois que c’est fait, il ordonne à la fillette de balayer devant tout le monde et la bat pour avoir refusé.
- La famille de Smita à Chennai : la famille de Smita à Chennai n’est évoquée que vaguement. C’est l’objectif lointain de Smita, là-bas les intouchables sont acceptés et il y a même des écoles pour eux.

Personnages principaux dans l’histoire de Guilia :
- Giulia : jeune Sicilienne de vingt ans travaillant dans l’usine familiale de fabrication de perruques dirigée par son père. À la suite de l’accident de ce dernier, elle se retrouve à devoir affronter les difficultés financières de l’entreprise que son père lui avait cachées. Elle trouve un réconfort auprès des livres qu’elle dévore depuis toute petite puis de Kamal, un immigré sikh dont elle tombe amoureuse. Face à une société patriarcale et traditionnelle incarnée notamment par sa mère et sa sœur Francesca, son affection pour Kamal et sa détermination à redresser l’entreprise font d’elles une figure de résilience et de rébellion contre le modèle traditionnel qui a provoqué la chute de leur usine.
- Kamaljit Singh, appelé Kamal : immigré sikh, originaire du Cachemire qui a fui son pays devant les persécutions. Il est un soutien de poids pour Giulia. En plus de lui donner l’idée de l’importation des cheveux indiens pour alimenter l’usine, il représente la tolérance par sa religion qui met hommes et femmes de toutes classes sociales sur un pied d’égalité.
- Pietro Lanfredi : père de Giulia, et fondateur de l’entreprise de fabrication de perruques. Il cache à sa famille les dettes de l’usine et l’hypothèque de la maison. Cependant, Giulia le découvre après son accident. Il passe des jours dans le coma avant de mourir sans s’être réveillé.
- La mamma : mère de Giulia, elle incarne les valeurs traditionnelles et patriarcales de la Sicile (c’est elle qui dit à Giulia qu’il faut « laisser l’homme briller » lors d’une conversation, ou qui refuse l’importation de cheveux non-italiens). C’est elle aussi qui suggère à Giulia d’épouser Gino Battagliola afin de rembourser l’hypothèque de la maison, disant que « l’amour viendra après le mariage ».

Personnages principaux dans l’histoire de Sarah :
- Sarah Cohen : avocate à Montréal avec une carrière brillante et des capacités de travail importantes. Travail pour lequel elle sacrifie d’ailleurs de nombreux moments de sa vie de famille (elle est mère célibataire de trois enfants, ayant divorcé deux fois). Cependant après la découverte de son cancer, sa vie bascule. Elle fait tout pour cacher sa maladie à ses enfants qu’elle ne veut pas inquiéter mais aussi et surtout à ses collaborateurs. Après la trahison d’Inès, elle est subtilement mise à l’écart à son cabinet, ce qui finit par la faire tomber en dépression. Le souvenir de sa mère lui redonne espoir. C’est elle qui, à la fin, porte la perruque fabriquée par l’atelier de Giulia avec probablement les cheveux de Smita.
- Ron : appelé « magic Ron » par les enfants de Sarah, il est engagé par elle pour s’occuper de la maison et de ses enfants (une fille, Hannah, et deux jumeaux, Ethan et Simon). Il accomplit toutes les tâches ménagères de la maison (ménage, cuisine, lessive) et surtout joue avec les enfants. Il est aussi là lorsque Sarah tombe en dépression pour continuer à s’occuper des enfants et faire les repas pour toute la famille. C’est une figure chaleureuse de stabilité et de confiance.
- Inès : collaboratrice de Sarah recrutée par cette dernière. Elle est cependant ambitieuse et, lorsqu’elle découvre le cancer de Sarah, elle le dévoile à tout le cabinet dans le but de la mettre à l’écart pour, à terme, obtenir sa place. Avec tous les autres membres du cabinet de Sarah (Johnson, Gary Curst…), Inès incarne l’ambition, la discrimination subtile et la compétitivité malsaine du milieu professionnel.
- La mère de Sarah : c’est un symbole d’espoir pour Sarah. Elle aussi a eu un cancer du sein mais n’est pas tombée en dépression à la suite de cela et a au contraire tâché de continuer sa vie. Ce souvenir redonne à Sarah l’énergie de continuer, à commencer par aller acheter une perruque.

## Inspiration
L’idée du livre vient à Laetitia Colombani alors qu’une de ses amies atteinte d’un cancer du sein lui demande de l’accompagner pour « choisir sa perruque ». Parmi les perruques qu’elle essaie (certaines sont synthétiques d'autres non), il y en a une dont les cheveux viennent d’Inde. L’idée que des cheveux ayant déjà été portés par quelqu’un d’autre fassent un aussi long trajet pour parvenir à quelqu’un qui en a besoin lui donne la base de son scénario.
Dans le livre, la dernière scène dans laquelle Sarah essaie les perruques, d’abord synthétiques, puis avec des cheveux humains, rappelle cet épisode.

## Principales thématiques

### Discrimination de genre
De nombreux types de discriminations sont présents dans cet ouvrage à travers les trois situations des trois héroïnes. La plus importante est la discrimination de genre abordée sous trois aspects différents. C’est en Inde, chez Smita, que cette discrimination est la plus flagrante. Là-bas, une femme n’est rien par rapport à son mari. Outre la dot que seule la famille de la mariée doit payer, une femme mariée n’a aucun bien, tout son héritage appartient à son époux dès lors qu’elle s’est mariée.

« Smita le sait : une femme n’a pas de bien propre, tout appartient à son époux. En se mariant, elle lui donne tout. »

Cependant, lorsqu’une femme en Inde perd son mari, c’est encore pire : les veuves sont rejetées par leur belle-famille, condamnées à porter le deuil toute leur vie sans jamais se remarier, voire poussées à « s’immoler sur le bûcher funéraire de leur mari ». On les accuse même d’avoir causé la mort de leur époux par sorcellerie. Toujours en Inde, les femmes sont aussi punies à la place des membres masculins de leur famille lorsque ceux-ci commettent une faute et cette punition passe par le viol.

« Elle sait qu’ici les victimes de viol sont considérées comme les coupables. Il n’y a pas de respect pour les femmes, encore moins si elles sont intouchables. Ces êtres qu’on ne doit pas toucher, pas même regarder, on les viole pourtant sans vergogne. On punit l’homme qui a des dettes en violant sa femme. On punit celui qui fraye avec une femme mariée en violant ses sœurs. Le viol est une arme puissante, une arme de destruction massive. »

En Sicile, chez Giulia, la discrimination de genre est présente de manière plus implicite car profondément ancrée dans les traditions et les mentalités et moins violente physiquement qu’en Inde. Elle se présente sous la forme du patriarcat. Là-bas, les femmes ne dirigent pas d’entreprise et c’est pourtant ce que Giulia finit par faire en redressant l’entreprise familiale. Mais surtout, dans bien des cas, elles ne décident pas de leur mari. C’est le cas de la mère de Giulia qui veut imposer à sa fille le même destin en épousant un homme riche pour mettre sa famille à l’abri.
Au Canada, dans la situation de Sarah, c’est encore différent : la discrimination de genre se fait sur le marché du travail. Les femmes ont plus de difficultés à avoir un emploi à haute qualification que les hommes. La grossesse aussi peut être source de discrimination de genre au travail. C’est une discrimination que Sarah est parvenu à dépasser en s’imposant dans un milieu masculin.

« S’il y a une majorité de femmes parmi les collaboratrices, Sarah est la première à avoir été promue associée dans ce cabinet réputé machiste. »

Ces discriminations prennent la forme de violence symbolique, c’est-à-dire une violence implicite, qui peut se traduire sous forme de lois ou d’habitus. C’est une violence morale qui oppresse par des habitudes discriminantes mais intégrées au quotidien.

### Discrimination de classe sociale
Les discriminations portant sur les classes sociales sont particulièrement visibles en Inde, dans l’histoire de Smita, la société indienne étant régie par un système de caste. Étant une Dalit ou Intouchable (la caste la plus basse), elle n’a pas les mêmes droits que ceux des autres castes. Les Dalit n’ont pas accès à l’éducation, ce que fait comprendre le maître d’école à Lalita. Le marché du travail est largement restreint pour les Dalits. On leur confie des tâches ingrates et humiliantes : Smita nettoie les latrines de ceux appartenant à des castes supérieures, Nagarajan est chasseur de rats et les rats qu’ils chassent sont son seul salaire, d’autres s’occupent de la crémation des morts.

« Des Dalits vêtus de blanc travaillaient là en continu, jour et nuit - les crémations, tâche impure s’il en est, leur étaient naturellement réservées. »

Cependant ces inégalités diminuent surtout en ville où il y a des écoles accessibles aux Dalits. C’est le cas de Chennai, l’objectif de Smita. Mais dans les campagnes plus reculées, là où vivent Smita et Nagarajan au début de l’histoire, les traditions persistent et les inégalités aussi.

### Religion
Différentes religions sont abordées à travers les trois héroïnes.
Smita est hindouiste. Elle croit en Vishnou et raconte le soir à sa fille l’histoire des dix avatars de Vishnou. Chaque matin et chaque soir, elle lui adresse des prières. Elle possède une petite image du dieu et l’emporte avec elle lors de son périple afin qu’il la protège. C’est pour lui faire une offrande qu’elle donne ses cheveux au temple de Tirupati. Pour elle, la religion est un appui, une protection qui l’accompagne partout.
Giulia est chrétienne, comme le reste de sa famille. Elle ne prie habituellement pas mais lorsque sa mère veut la marier à Gino Battagliola, elle le fait sans trop y croire. En parallèle elle rencontre Kamal, un sikh. Il décrit sa religion comme traitant hommes et femmes sur un pied d’égalité. Par rapport à la religion chrétienne qui symbolise les traditions qui pèsent sur Giulia tout en représentant un mince appui, la religion sikh représente les nouvelles perspectives qui s’offrent à Giulia à travers Kamal.
Sarah est juive ashkénaze. C’est très peu évoqué, elle se repose davantage sur ses propres capacités que sur une protection divine. Il s’agit plus d’une malédiction car les femmes ashkénazes ont plus de chances de développer un cancer du sein que les autres.

« La malédiction des femmes ashkénazes. Comme si ce n’était pas assez, pensera-t-elle. Il y a eu les pogroms, la Shoah. Pourquoi elle et les siens, encore ? Elle le lira écrit noir sur blanc dans un article médical : les femmes juives ashkénazes ont une chance sur quarante de développer un cancer du sein contre une sur cinq cents dans la population globale. »

Cette diversité de religion et de rapport à la religion accentue encore la différence entre les situations des trois héroïnes sans pour autant altérer la solidarité indirecte dont elles font preuve.

### Amour
Smita est mariée à Nagarajan et l’aime mais elle refuse de sacrifier le destin de Lalita pour le suivre. Smita fait preuve d’un grand amour maternel. Elle risque tout pour sa fille et tout son périple a pour but de lui donner un avenir meilleur. L’amour maternel de Smita est sa motivation, ce qui va la pousser à changer sa vie.
Giulia et Kamal s’aiment d’un amour réciproque et puissant. C’est quelque chose de nouveau pour Giulia qui n’avait exploré l’amour que dans ses livres. Lorsque sa mère lui demande d’épouser un homme qu’elle n’aime pas, elle refuse car elle n’envisage pas sa vie sans Kamal désormais. L’amour de Giulia pour Kamal est son principal réconfort dans cette période difficile et devient la solution à ses problèmes.
Sarah fait aussi preuve d’amour maternel. Elle cherche à tout prix le bien-être de ses enfants, prend grand soin dans le choix d’un assistant maternel et leur cache au début la gravité de sa maladie mais paradoxalement, elle tend à sacrifier sa vie de famille pour sa réussite professionnelle. Elle a déjà aimé au moins deux hommes mais a divorcé deux fois. L’amour dont fait preuve Sarah est exclusivement réservé à ses enfants mais semble parfois passer au second plan dans ses préoccupations.

## Commentaires
Le titre est symbolique : dans le livre, la tresse représente un lien entre les trois femmes, en référence à cette coiffure qui unit trois mèches de cheveux. Les cheveux sont aussi ce qui relie concrètement les trois personnages à la fin du récit.
À chaque chapitre, le personnage principal est différent du précédent : les histoires de Smita, Giulia et Sarah sont racontées en alternance, quasiment toujours dans cet ordre (l'ordre est seulement modifié ponctuellement à la fin du roman).
On trouve parfois quelques vers de poésie, écrits par l'auteure, qui ont pour objectif de véhiculer la dimension métaphorique de l’œuvre.

## Distinctions
- Globe de cristal 2018 : meilleur roman[11]
- Trophée des femmes de l’économie 2017 : prix littéraire[12],[13]
- Prix Relay 2017 des voyageurs lecteurs[14]

## Éditions
- Lætitia Colombani, La Tresse, Paris, Grasset, 2017, 224 p.  (ISBN 2246813883)
- Lætitia Colombani, La Tresse, Paris, Le Livre de poche, 2018, 240 p.  (ISBN 9782253906568)

## Adaptations

### Livre audio
La version audio de La Tresse,en 2017 dans la collection « Littérature » des éditions Audiolib, dure 5 heures et 4 minutes. Elle est lue par Laetitia Colombani (récit de Sarah et les mots de la tisseuse), Rebecca Marder (récit de Giulia) et Estelle Vincent (récit de Smita), et comprend également un entretien inédit avec l'auteure.

### Adaptation pour la jeunesse
La Tresse ou le Voyage de Lalita, adaptée pour la jeunesse par Laetitia Colombani et illustrée par Clémence Pollet, reprend uniquement le récit de Smita. Cette édition, destinée à la catégorie des « Lecteurs en herbe », a été publiée à Paris par Grasset en 2018, avec un total de 48 pages. (ISBN 9782246816300).

### Bande dessinée
La Tresse, parue aux éditions Soleil en 2022, est une bande dessinée de 128 pages  (ISBN 978-2-302-08960-0) scénarisée par Lylian, illustrée et colorisée par Algésiras.

### Film
La Tresse est une adaptation cinématographique du roman, d'une durée de 120 minutes, sortie le 29 novembre 2023. Réalisée par Lætitia Colombani elle-même en collaboration avec Sarah Kaminsky. La bande sonore est composée par Ludovico Einaudi. Le film est tourné dans les langues originales (hindi, italien et l'anglais) notamment par les actrices Kim Raver (Sarah), Fotinì Peluso (Giulia), et Mia Maelzer (Smita) dans les rôles principaux.

### Théâtre
La Tresse connaît aussi une adaptation théâtrale en 2022. C’est un seul-en-scène joué par Helen Arden et mis en scène par Valéry Rodriguez. La pièce obtient le prix du meilleur seul-en-scène de 2022 décerné par Les Cyranos.